# The Kinslayer
The Kinslayer es un sencillo de la banda finlandesa, Nightwish del álbum Wishmaster.
La canción fue compuesta por Tuomas Holopainen y trata sobre la masacre del instituto Columbine, es un dúo entre Tarja Turunen e Ike Vil de Babylon Whores. También incluye partes de textos de William Shakespeare y de The Tempest.
La canción también hace referencia a la serie del género novelesco y fantasioso Dragonlance en la línea "Even the dead cry, their only comfort", que se encuentra en el libro The Test Of The Twins, y en la Kinslayer War, que fue un importante acontecimiento en el universo histórico de Dragonlance.
The Kinslayer también es el nombre del personaje que interpretó Lews Therin Telamon en la serie Wheel of Time.

## Video
El único video de Wishmaster fue The Kinslayer que se grabó el 21 de julio de 2000 en Buenos Aires, Argentina, durante la primera presentación del grupo en el país.